# Ritorp

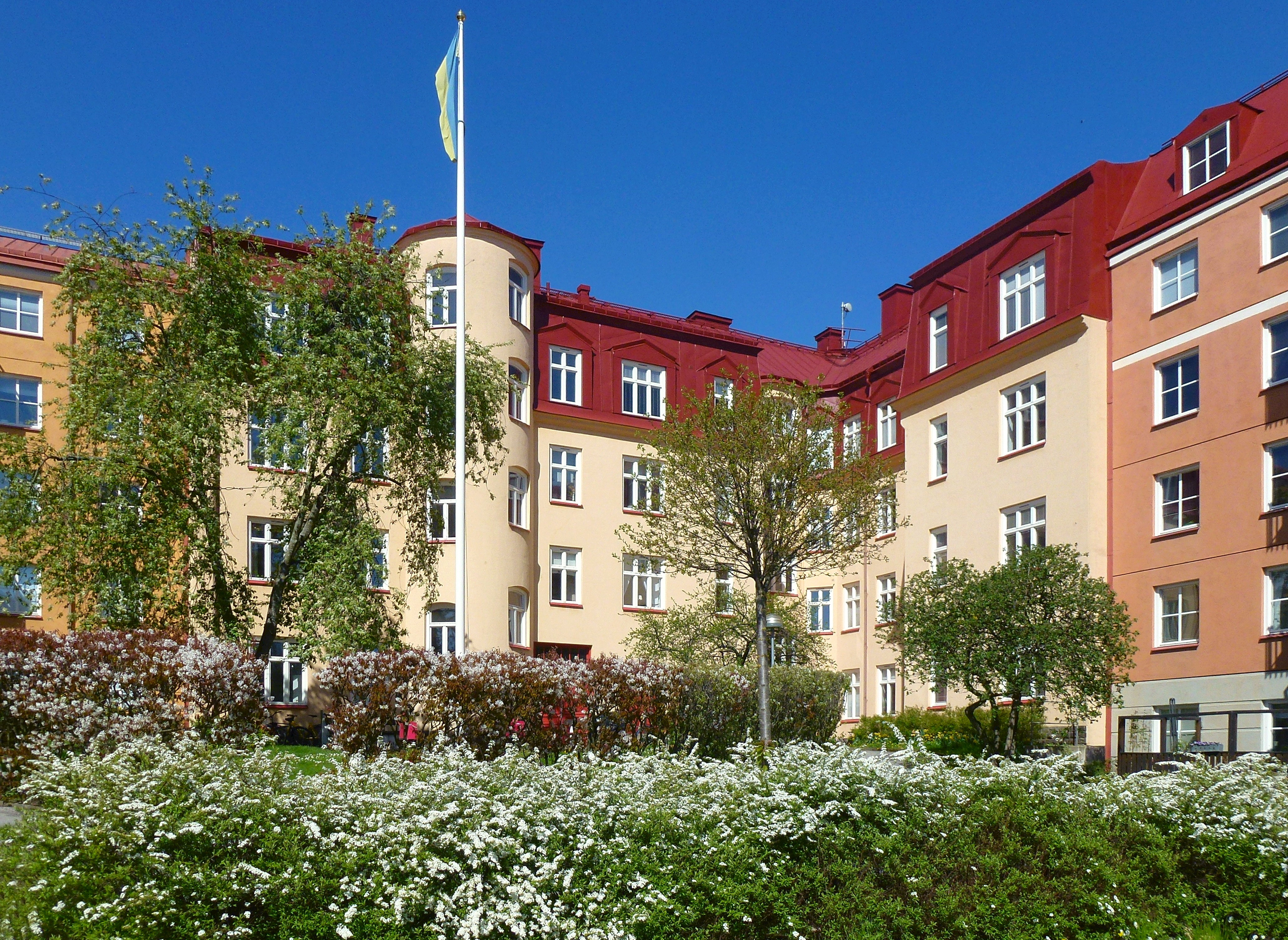
Kvarteret Majhill i Ritorp med "Majhillshuset" från 1911 i mitten.

Ritorp är ett område i stadsdelen Järva i Solna kommun. Ritorp delas av Enköpingsvägen i en norra och en södra del. Området begränsas av Uppsalavägen i öster och Ostkustbanans spårområde i väster. Inom dagens Ritorp låg Ritorps gård, Järva krog och Herrjärva gård.
Ritorps gård och områdets bevarade bebyggelse från 1900-talets början har idag stort kulturhistoriskt värde. De viktigaste enskilda byggnaderna i Ritorps södra del är, förutom själva gården, "Tornvillan" (från 1903), "Majhillshuset" (från 1911) och "Hästskostallet" (från 1929 och flyttat 1993). I Ritorps norra del märks de så kallade "Rödingarna", ursprungligen fem rödmålade bostadshus från början av 1900-talet. Två av dem flyttades år 2014.

## Historik

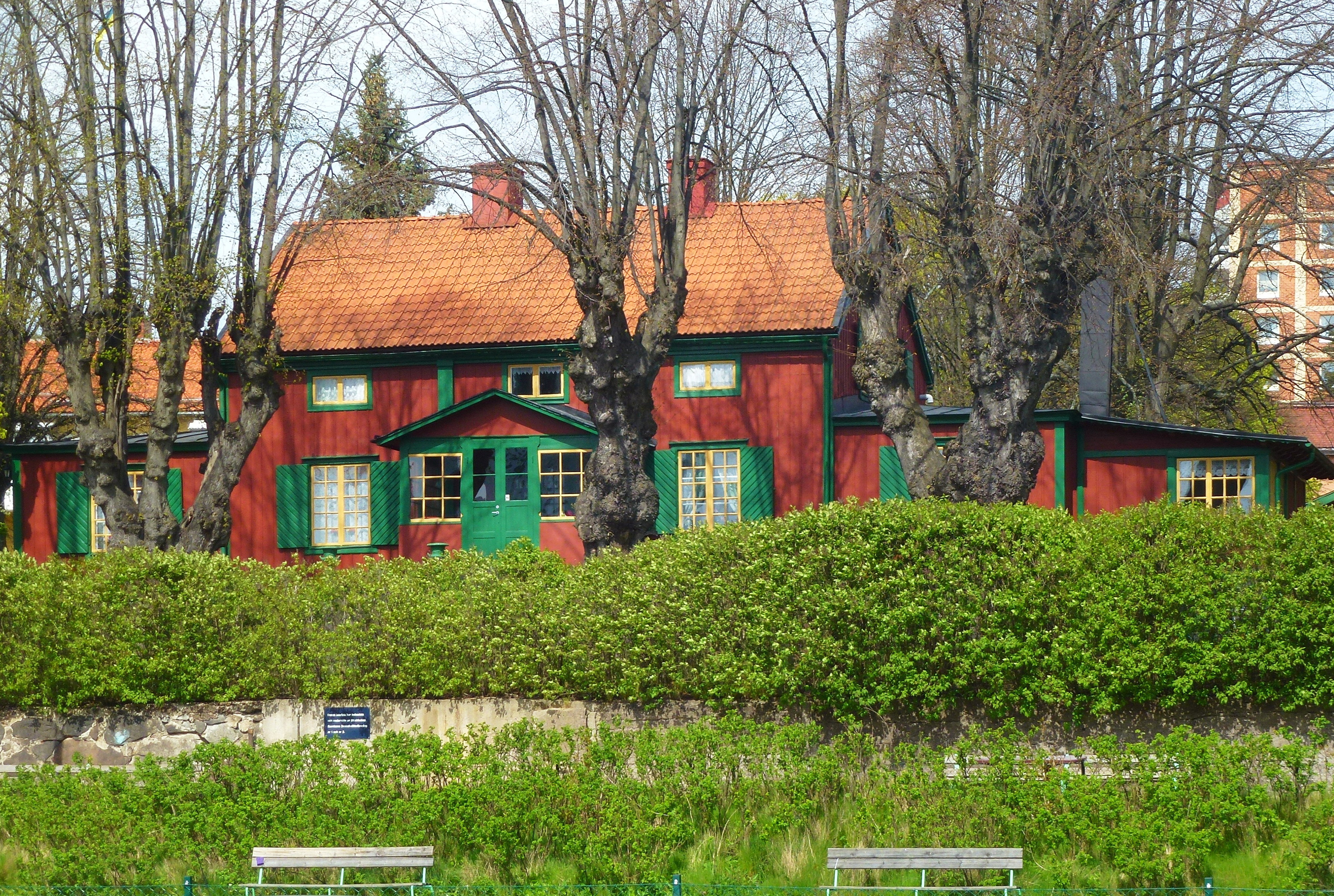
Ritorps gård 2015.

Ritorp (äldre stavning Rytorp) var en gård under dåvarande Nederjärva och anlades på 1600-talet (se Järvagårdarna). Eftersom Nederjärva (nuvarande Mellanjärva gård) löd under Ulriksdalsgodset hörde även Ritorp till Ulriksdalsgodset. På 1700-talet hörde Ritorp till Järva krog. Nuvarande gård uppfördes 1768 eller 1770 och utgör idag en k-märkt och omistlig byggnad.
Mellan 1955 och 1959 bebyggdes gårdens mark med bostadshus som grupperades i en fyrkant kring huvudbyggnaden. Bortsett från gårdens tomtmark är den tidigare parken numera allmän park med ståtliga lövträd och en delvis bevarad allé som leder mot norr till Enköpingsvägen.
Järva krog revs i mitten på 1960-talet liksom Herrjärva/Nederjärva för att bereda plats för Järva trafikplats och en bredare Enköpingsvägen. Bara en bit av Herrjärva gårds en gång i tiden storslagna lindallé finns kvar.

## Byggnader i urval

### Tornvillan

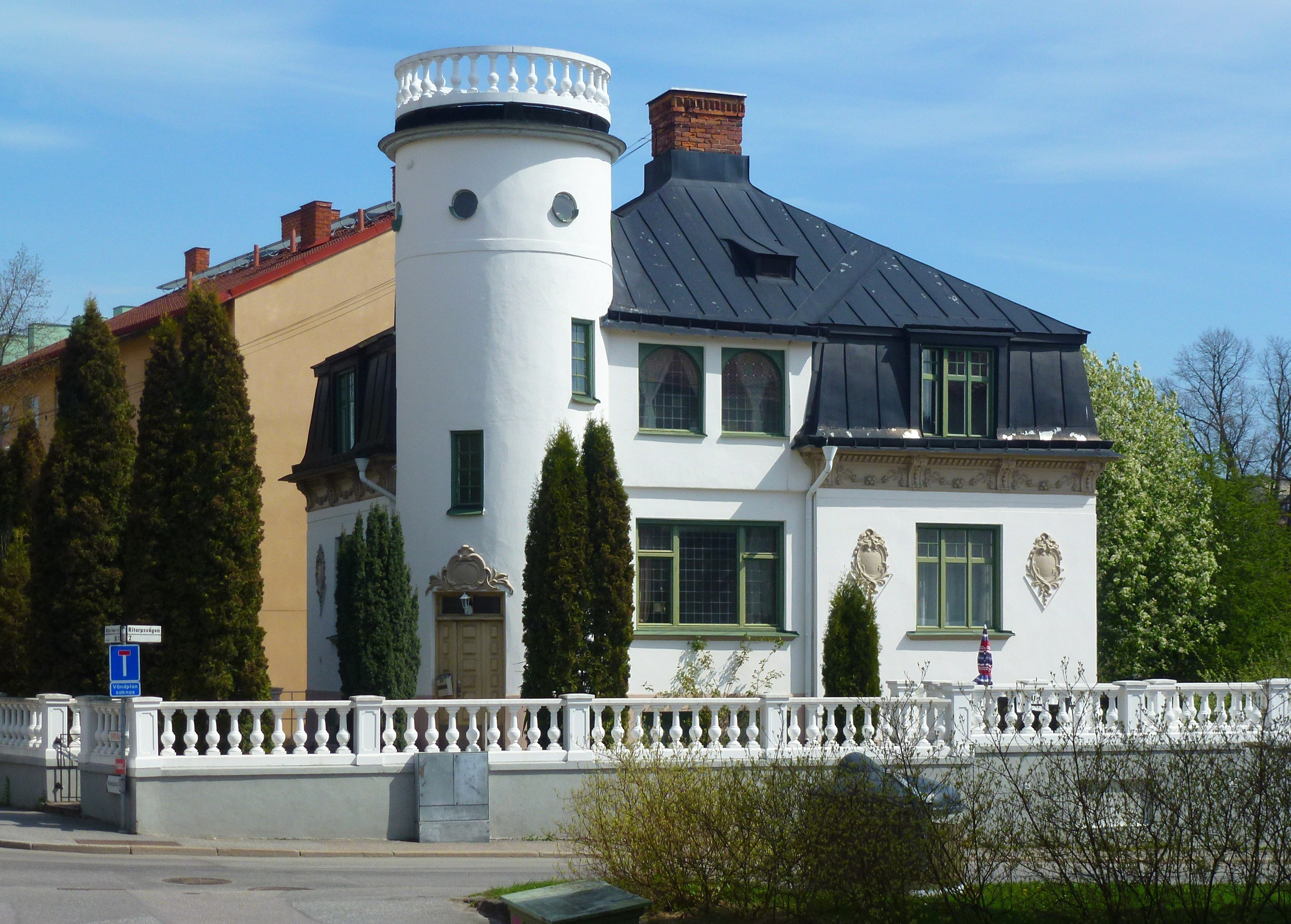
Tornvillan / Sofielund, 2015.

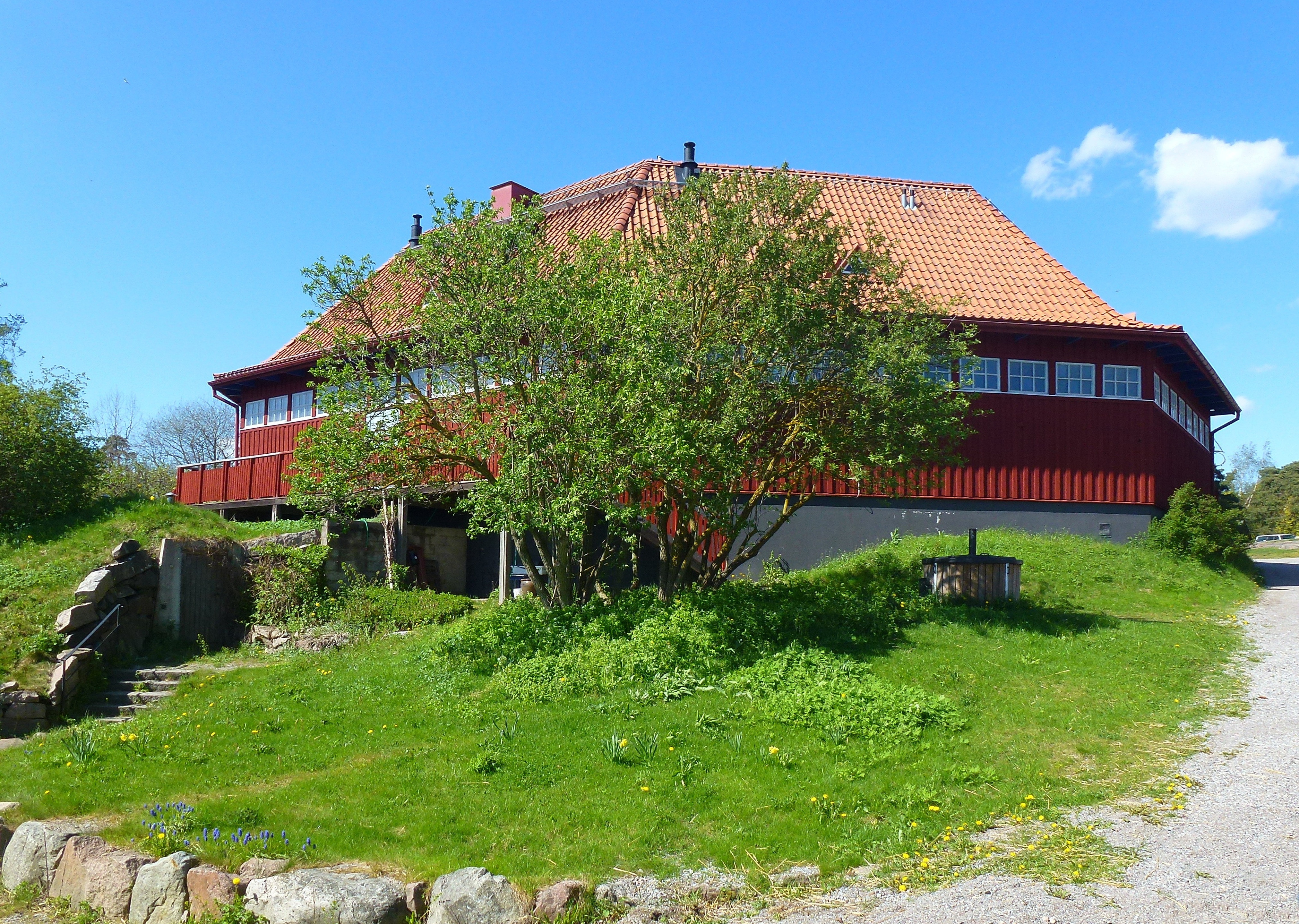
Hästskostallet på Överjärva gård, 2015.

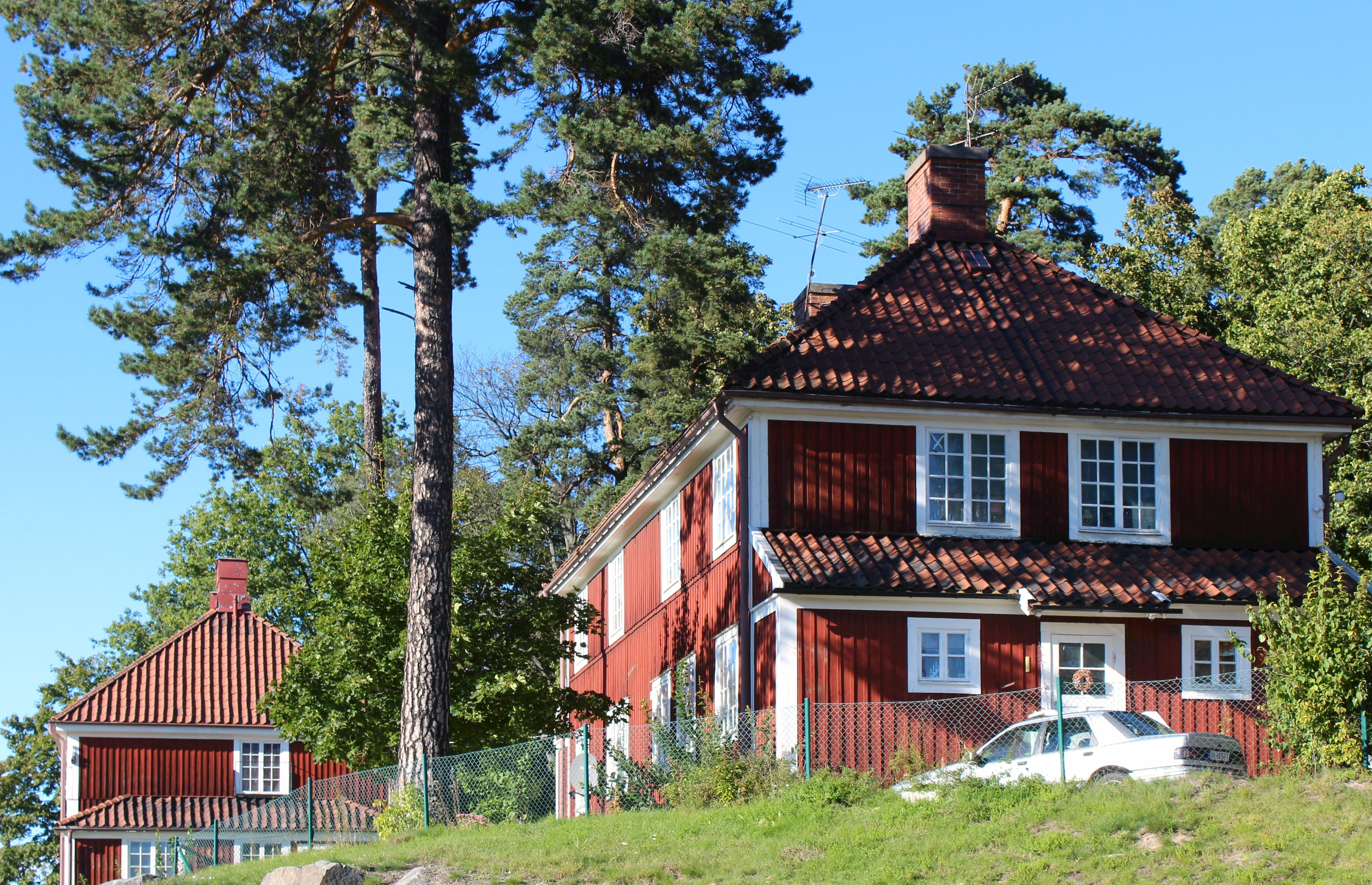
"Rödingarna" på sin ursprungliga plats.

Bland Ritorps äldre bebyggelse märks villan Sofielund, allmänt kallad ”Tornvillan” efter sitt tornliknande trapphus. Husets byggherre var Ernst Gustavsson, som var grundläggare och hade ett gips- och betonggjuteriföretag. Han köpte 1903 några av Järva krogs tomter för att tillsammans med en partner bygga fabrikslokaler och var sin privatbostad. För sin verksamhet behövde han sand som fanns vid närbelägna Stockholmsåsen. Sofielund (uppkallad efter hustrun) gestaltades i jugendbarock med rik fasaddekor och stuckarbeten, som dock togs ner delvis på 1930-talet. Huset är det första i Stockholmstrakten som har ett fundament i gjuten betong. Även balusterdockorna på tornet och verandan är av betong och ursprungliga.

### Majhillshuset
Majhillshuset är ett vinkelbyggt fyravånings flerfamiljshus med butikslokaler inrymda i bottenvåningen. Översta våningen är en vindsvåning under plåttak och i övrigt är fasaderna putsade. Mot Enköpingsvägen ligger kvarteret Majhill där byggmästaren Olof Swan 1911 lät uppföra det så kallade Majhillshuset för bättre situerade familjer. Han hade förvärvat åtta tomter och bildade Järfva fastighetsaktiebolag. Bara en tomt blev bebyggd och huset fick heta Majhill efter Olof Swans hustru Maj. Familjen Swan bodde själva i huset i en stor våning två trappor upp. Under Olympiska sommarspelen 1912 gick maratonloppet förbi Majhill, och familjen Swan kunde bevittna händelsen från sin balkong. Dagen till ära var huset smyckat med svenska flaggor.
År 1985 såldes Majhillshuset till HSB som genomförde en upprustning. 1987 uppfördes även kompletterande nya bostadshus på ömse sidor om Majhill.

### Hästskostallet
I kvarteret Majhills västra del byggdes 1929 Hästskostallet av Kreuger & Toll efter ritningar av arkitekt Cyrillus Johansson. Byggnaden har ett högt tak som är svängt i nederdelen och belagt med enkupigt taktegel. I det hästskoformade stallet fanns plats för 24 tävlingshästar som skulle tävla på närbelägna Ulriksdals kapplöpningsbana. Byggnaden stod med sin öppning mot Enköpingsvägen och var ett karakteristiskt inslag i stadsbilden. År 1993 monterades Hästskostallet ner och återuppfördes på Överjärva gård. På sin nya plats finns inga hästar längre i huset utan ett kafé och Solna naturskola.

### Rödingarna
De så kallade "Rödingarna" vid Kolonnvägen ritades av SJ:s chefsarkitekt Folke Zettervall och byggdes i början av 1900-talet som personalbostäder för SJ:s anställda vid Ulriksdals station. De fem bostadshusen formgavs i en enkel men välproportionerad och funktionell träarkitektur. Fasaderna är rödmålade med vita snickerier. På grund av den röda kulören fick de smeknamnet "Rödingarna". Det fanns planer på att riva två av Rödingarna för att få plats med en ny vägramp. Efter protester beslöt Solna stad att flytta de båda rivningshotade husen. 22 maj 2013 genomfördes flytten och de båda husen stod till i november 2020 uppallade på balkar vid den södra delen av Ulriksdals GK, innan de fick sin slutliga plats vid golfbanans norra kant. 

## Historiska bilder

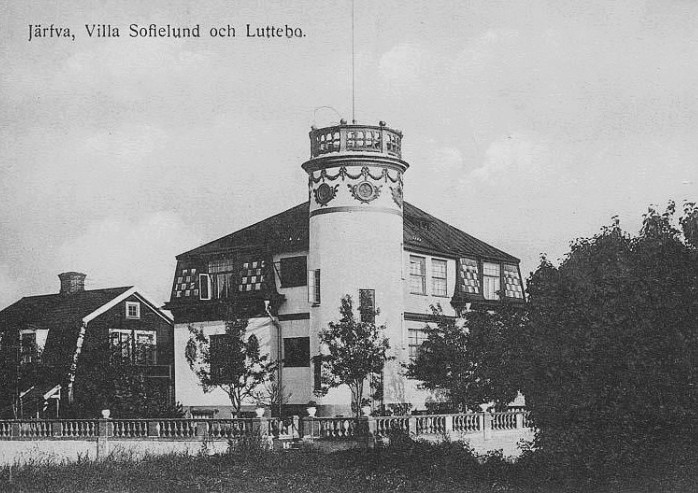
Villa Sofielund 1917.
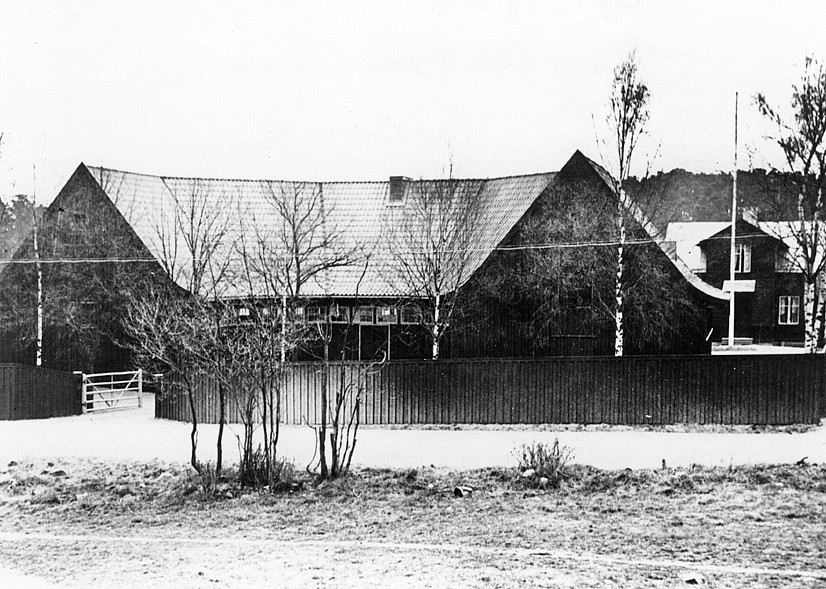
Hästskostallet 1939.
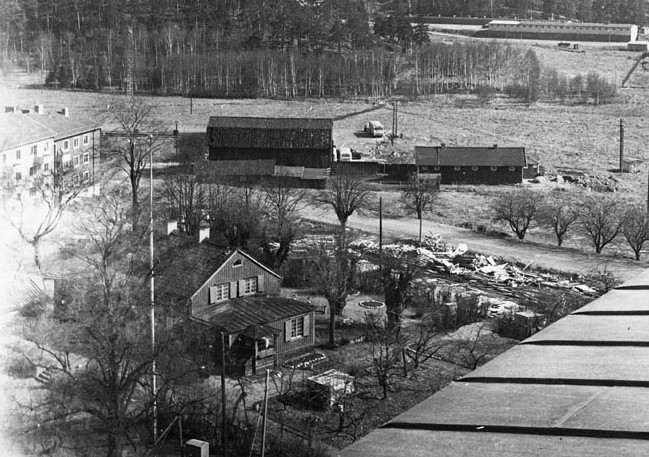
Ritorps gård 1957.
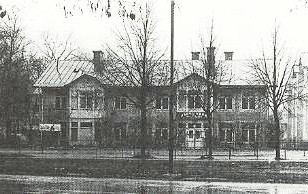
Järva krog 1966.